# 참새

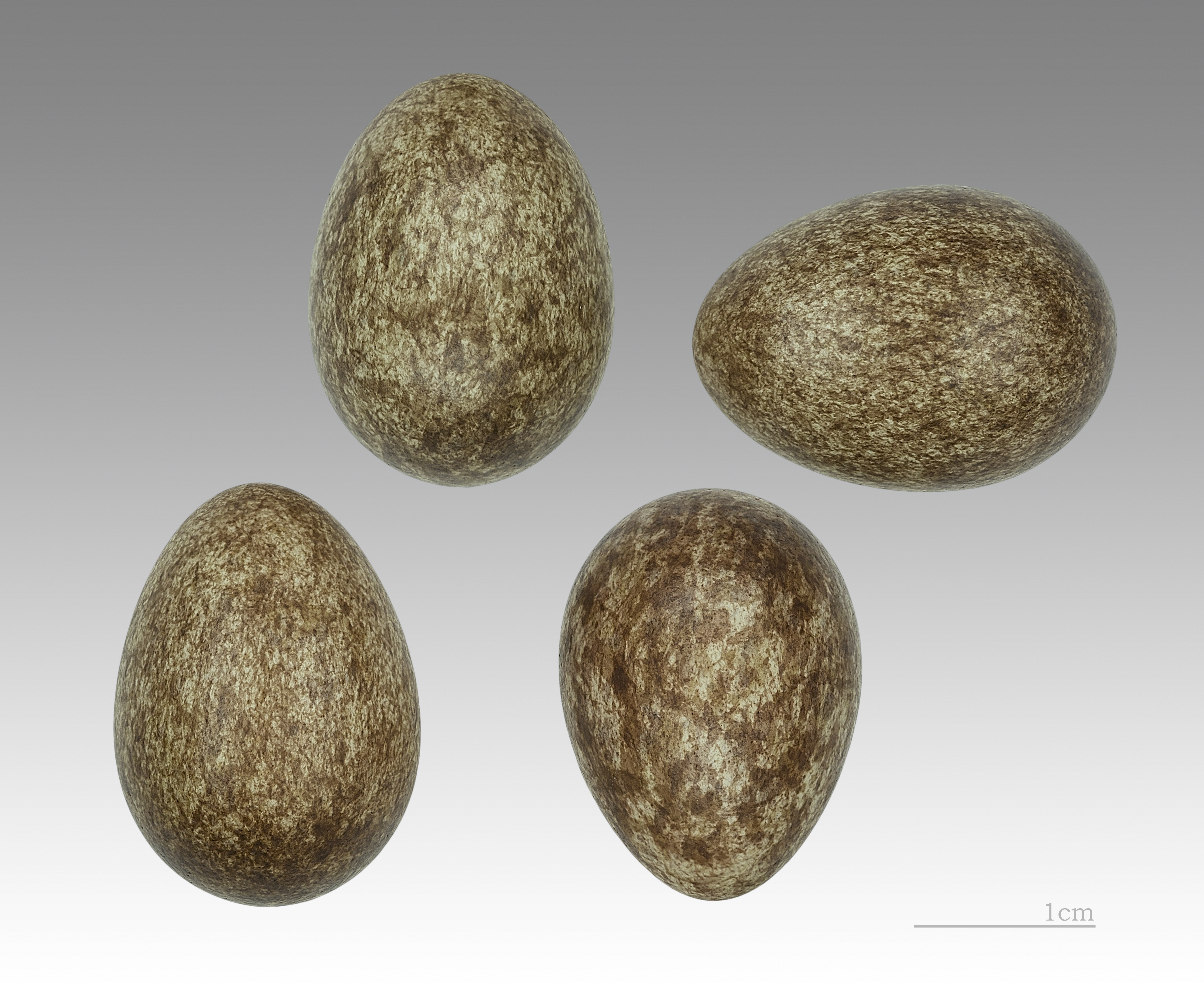
Passer montanus

참새(영어: Eurasian tree sparrow, 학명: Passer montanus 팟세르 몬타누스[*])는 참새목 참새과의 새이다. 몸은 다갈색이고 부리는 검으며 배는 잿빛을 띤 백색이다. 가을에는 농작물을 해치기도 하나 여름에는 해충을 잡아먹는 텃새이다. 인가 근처에 사는데 한국, 일본, 중국, 대만, 시베리아 등 유라시아 지역에 분포한다. 길이는 대개 10-20cm이며, 머리는 갈색이고, 등과 날개는 밝은 갈색이며 검은색의 줄무늬가 있으며 부리는 굵다.
어른 새와 어린 새는 눈앞, 뺨, 부리 아래에 있는 검은 부분의 색이 차이가 나는데, 성장할수록 검은색이 진해진다. 땅 위를 두 발로 뛰어다니며 풀씨, 나락 등을 먹는다. 제주도에서는 돌담구멍 등에 마른 풀을 이용해 둥지를 만들며, 십수가지의 아종이 알려져 있지만 그 차이는 많이 크지는 않다.

## 어원
15세기에 쓰여진 《삼강행실도》에서는 ‘ᄎᆞᆷ새’라 적는다. ‘ᄎᆞᆷ’은 현대 한국어의 ‘참’처럼 올바르고 진실됨을 뜻한다. 이 표기는 19세기까지 이어진다.

## 아종
아종들의 외형은 크게 다르지 않다. 최소 15가지의 아종이 있는 것으로 알려져 있으나, 다음 목록 중 굵은 글씨로 표시된 품종들을 주로 나머지는 그 사이의 스펙트럼에 위치하는 것으로 인식된다. 한반도에서는 P. m. dybowskii와 P. m. saturatus가 서식하고 있으며, 대한민국에서는 P. m. saturatus가 주로 발견된다.

### 목록

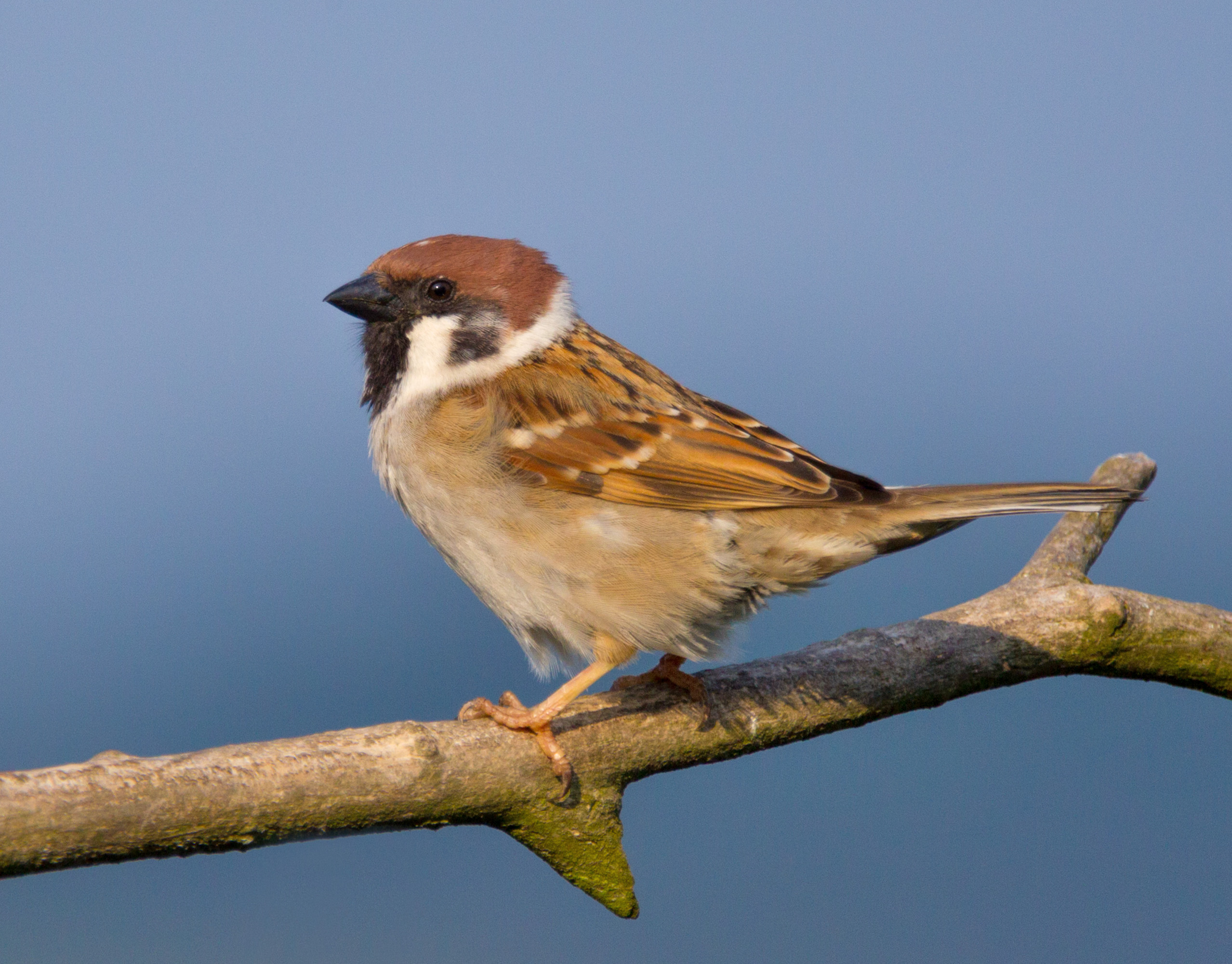
P. m. montanus
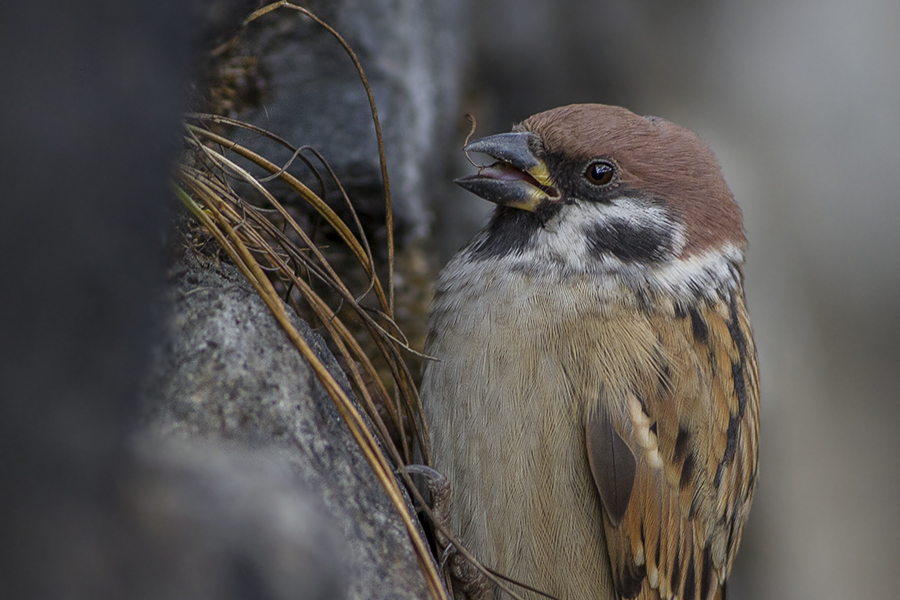
P. m. tibetanus
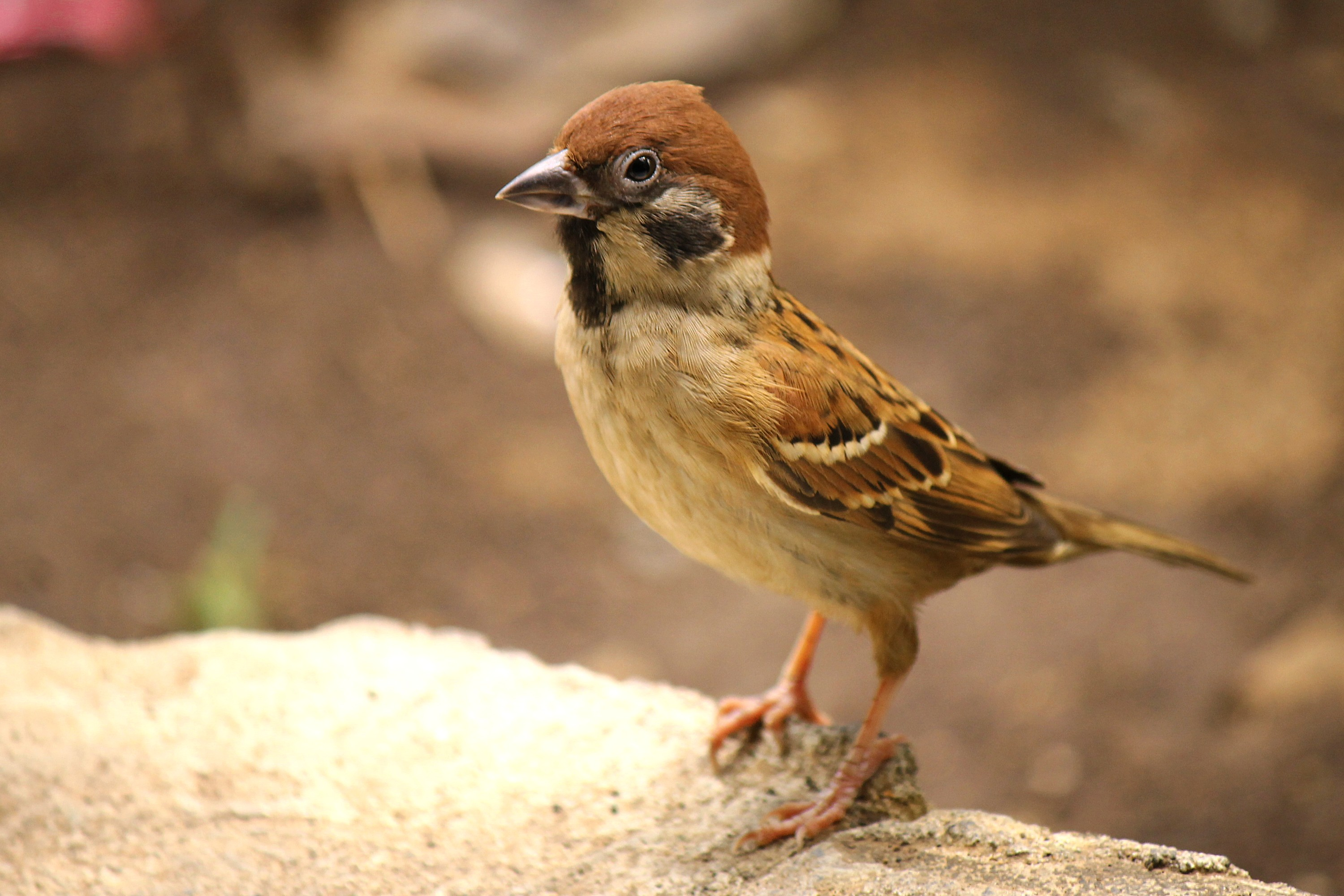
P. m. malaccensis
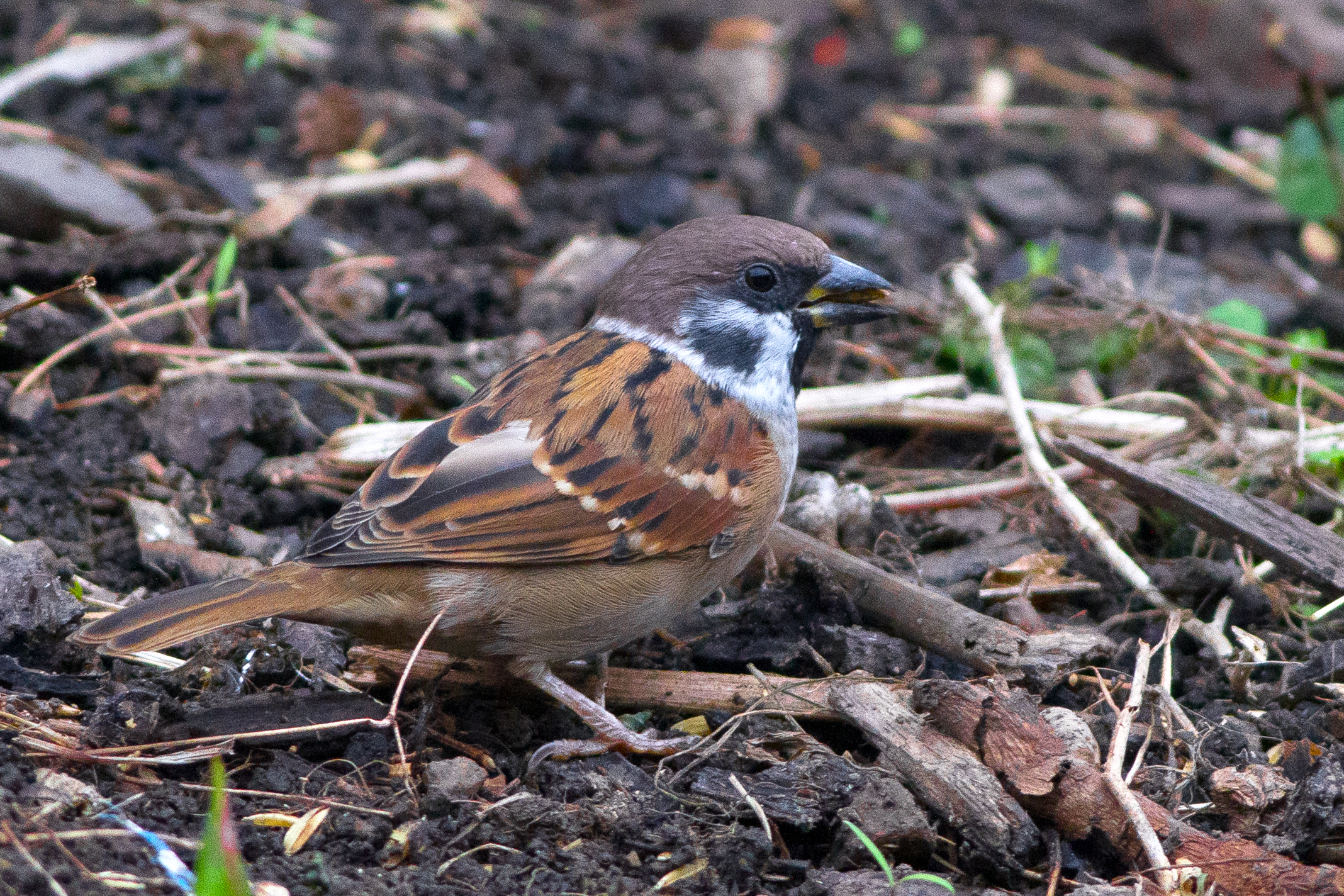
P. m. hepaticus

- 유라시아참새 P. montanus. montanus (Linneus, 1758): 기본아종으로 유럽에서 아프리카 북부, 몽골 북부, 만주, 오호츠크해 인근에 분포한다.[4]
- 캅카스참새 P. montanus. transcaucasicus (Buturlin, 1906): 캅카스 남부, 즉 조지아의 흑해 연안에서 이란 북부에 분포한다.[4]
- 아프간참새 P. montanus. dilutus (Richmond, 1896): 자카스피주에서 파키스탄 서부, 고비사막, 중국 서부(신장 위구르 자치구)에 분포한다.[4]
- 티벳참새 P. montanus. tibetanus (Stuart Baker, 1925): 가장 크기가 큰 품종으로, 네팔 동부에서 티베트를 거쳐 중국 북서부에 이르기까지의 히말라야산맥 북부 지역에서 발견된다. P. m. dilutus와 비슷하나 더 어두운 빛을 띈다.[5]
- 북방참새 P. montanus. dybowskii (Domaniewski, 1915): 아시아 동부의 아무르강 하류에서 만주 및 북한 북부에 이르기까지 분포한다.[4]
- 간쑤참새 P. montanus. kansuensis (Stresemann, 1932): 중국 서부의 차이다무 분지와 간쑤성에 분포한다.[4]
- 참새 P. montanus. saturatus (Stejneger, 1885): 쿠릴 열도, 일본, 대한민국, 북한의 북부일부를 제외한 전역, 대만, 중국 남동부에 분포한다.[4] 기본 아종보다 더 짙은 갈색이며 더 큰 부리를 가지고 있다.[5]
- 베트남참새 P. montanus. malaccensis (Dubois, 1885): 미얀마 중부, 말레이시아반도, 하이난섬, 베트남, 인도네시아 서부에 분포한다.[4]
- 북미얀마참새 P. montanus. hepaticus (Sidney Dillon Ripley, 1948): 인도 아루나찰프라데시주 남동부에서 미얀마 북서부 사이에서 분포한다. P. m. saturatus와 유사하지만 가슴 위쪽으로 더 붉은빛을 띈다.[5]

아래의 아종은 예전에는 아종으로 분리되었으나 최근에는 P. montanus. saturatus와 동일한 종으로 간주되고 있다.
P. montanus. iubilaeus (Anton Reichenow, 1907): 중국 동부, 즉 랴오둥반도에서 장강 하류, 산시성에 이르기까지 분포한다.
P. montanus. obscuratus (Jacobi, 1923): 네팔에서 인도 북동부, 미얀마, 중국 서부와 중부 즉 쓰촨성에서 후베이성에 이르기까지 분포한다.

## 서식지
한반도에서는 박새와 더불어 흔히 볼 수 있는 새이다. 구북구(舊北區)의 유럽과 아시아 대부분에 분포한다. 도시·교외·농경지뿐만 아니라 구름과 숲속에서도 볼 수 있고 인공 새집에서도 잘 번식한다. 번식기에는 암수가 짝지어 생활하나, 가을과 겨울철에는 무리 생활을 한다.
참새는 많은 수가 집단을 이루어 번식하지만, 둥지는 서로 떨어진 곳에 짓는다. 대개 인가나 건물에 암수가 함께 둥지를 짓는다. 처마 밑이나 벽의 틈, 때로는 돌담의 틈, 나뭇구멍, 목재나 장작을 쌓아 올린 틈 사이에도 둥지가 있고, 드물게는 제비집을 빼앗거나 땅에서 12m나 되는 나무 위에 집을 짓는 경우도 있다.

## 먹이
텃새이지만 농작물의 수확기에는 제법 먼 거리까지 날아가 먹이를 찾는다. 나무 위나 땅 위에서 먹이를 찾아다니는데 땅 위에서는 양쪽 다리를 함께 모아 뛰고 날 때는 파도모양을 그리면서 날아오른다. 일정한 지역에 머물다가 저녁 때가 되면 나무 숲에 모여 지저귄다.
봄에는 꿀을, 여름철에는 딱정벌레·나비·메뚜기 등의 곤충류를 많이 먹고 그 외 계절에는 곡물의 낟알·풀씨·나무열매 등 식물성을 주로 먹는다. 특히 가을철 수확기에는 허수아비, 은박 반사줄, 바람개비, 맹금류 울음소리, 폭발음 등으로 퇴치 수단을 세워야 할 정도로 농작물 수확에 큰 피해를 주는 유해 조류이긴 하지만 해충 등의 벌레를 잡아먹기도 하기 때문에 농업에 있어 중요하다.

## 행동
일정한 곳에서 잠을 자며 저녁 때가 되면 미루나무 위 또는 대나무 숲에 많은 수가 모여 시끄럽게 운다. 부리를 위로 치켜올리고 꼬리를 부채 모양으로 벌리며 몸은 뒤로 굽히면서 과시행동을 한다. 새끼를 키우는 어미새는 둥지에서 200m 이상 멀리 날아가지 않으며, 하루에 600회 이상 먹이를 나르고 새끼를 기른다. 새끼가 클수록 그 횟수는 줄어든다.

### 산란기
2월에서 9월 사이, 대개 사람이 사는 집이나 건물에 둥지를 틀고 산란하는데 4-8개의 알을 낳는다. 알을 품은 지 12-14일이면 부화하고 암수가 함께 새끼를 돌본다. 새끼는 13-14일이 지나면 둥지를 떠난다.

## 유명한 일화
- 위에서 말했듯이 해충을 잡아먹어서 농업에 큰 역할을 한다.
  - 1940년대에 참새가 곡식을 쪼아먹는 모습을 보고 마오쩌둥이 "저 새는 해로운 새다."라고 말해서 몇 백만마리의 참새가 죽었다. 하지만 그러자 농업에 해충이 많아지면서 몇 백만명이 숨졌다. 결국 마오쩌둥은 러시아 참새 20만마리를 다시 방생했다.[6]

## 같이 보기
- 붉은머리오목눈이
- 직박구리
- 쇠박새
- 종달새
- 한국의 야생 새 목록